# Cortes de Valladolid (1307)

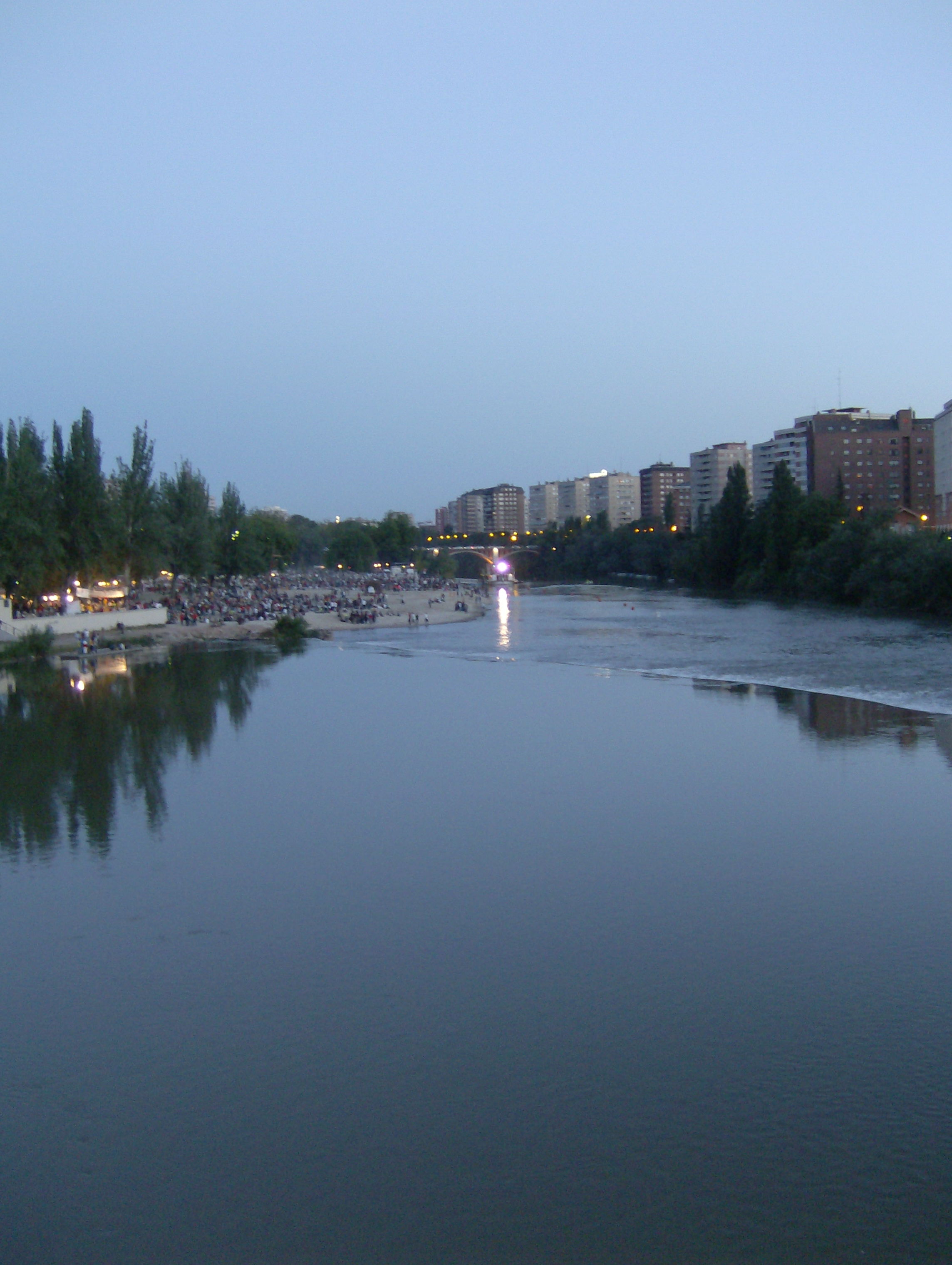
El río Pisuerga a su paso por la ciudad de Valladolid.

Cortes de Valladolid de 1307. Cortes del reino de Castilla celebradas en la ciudad de Valladolid en 1307, durante el reinado de Fernando IV de Castilla.
Durante estas Cortes Fernando IV intentó refrenar los abusos cometidos por la nobleza, corregir la administración de justicia y aliviar la presión fiscal que soportaban los castellanos, porque la tierra castellana, como afirman los testimonios de la época, estaba «yerma e astragada» y «pobre e agraviada».

## Las Cortes de Valladolid de 1307

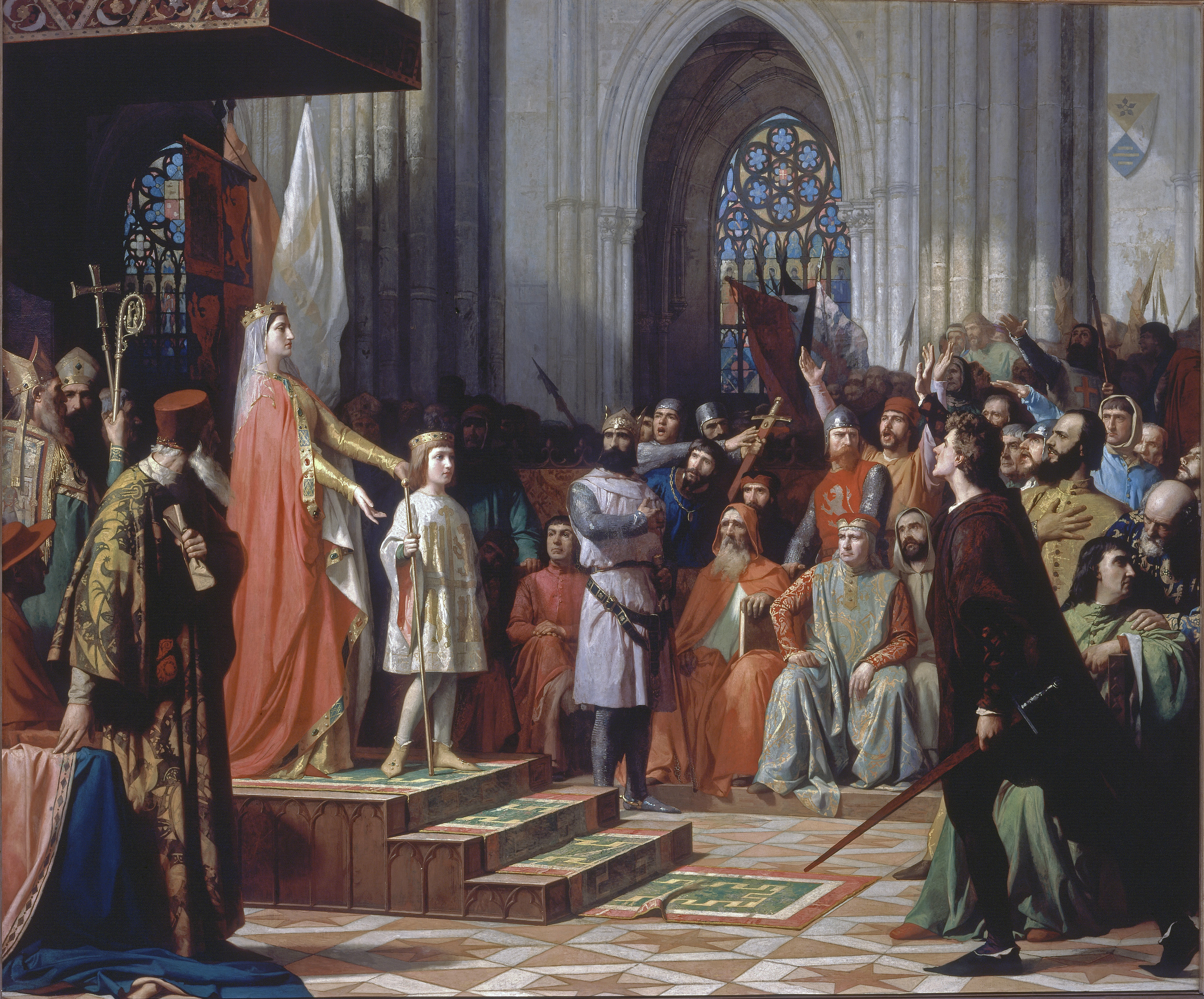
María de Molina presenta a su hijo Fernando IV en las Cortes de Valladolid de 1295. Óleo sobre lienzo de Antonio Gisbert Pérez. 1863. (Congreso de los Diputados de España).

Las Cortes de Valladolid de 1307 fueron una asamblea general a la que se convocó a los ricoshombres, maestres de las órdenes militares, prelados y hombres buenos de las villas y ciudades de los reinos de Castilla y León, las Extremaduras y Andalucía. A estas Cortes asistieron, entre otros, el rey Fernando IV, la reina María de Molina, los infantes Juan, Pedro y Felipe, Don Juan Manuel, Diego López V de Haro, señor de Vizcaya, Lope Díaz de Haro, hijo del anterior, y Juan Núñez II de Lara, señor de la casa de Lara.
El ordenamiento de las Cortes se limita a señalar que a las mismas asistieron varios prelados, pero en otros documentos de la época consta que asistieron Gonzalo Díaz Palomeque, arzobispo de Toledo, y los obispos de Burgos, León, Segovia, Cuenca, Sigüenza, Ávila, Salamanca y Orense.
Asistieron además numerosos ricoshombres y magnates y los representantes de los concejos de los reinos de Castilla, León, las Extremaduras y Andalucía. En representación del concejo de la ciudad de Sevilla acudieron Arias Yáñez de Carranza, Juan Arias, hijo del anterior, y Mateo Fernández de Formicedo, y como representantes del concejo de la ciudad de Plasencia acudieron Fernán Pérez del Bote y Fernán Pérez de Monroy.
Tanto los representantes de los concejos como los miembros de la nobleza se hallaban descontentos con las actuaciones de Fernando IV, y especialmente con las acciones de sus privados, Sancho Sánchez de Velasco, Fernán Gómez y Diego García de Toledo. En las Cortes de Valladolid de 1307 se puso de manifiesto, una vez más, la enorme influencia de la reina María de Molina sobre los representantes concejiles y su habilidad política, ya que, además de seleccionar a los procuradores que acudirían a las mismas entre sus partidarios leales, les orientó y aconsejó sobre las peticiones que deberían presentar en ellas, y que no deberían ir en contra, según los deseos de la propia reina, de los intereses de Fernando IV. Además, la reina María de Molina persuadió a su cuñado, el infante Juan de Castilla, quien era tío de Fernando IV, de que el señorío de Vizcaya, que en esos momentos pertenecía a Diego López V de Haro, podría llegar a ser suyo si dejaba de oponerse a la voluntad del rey.

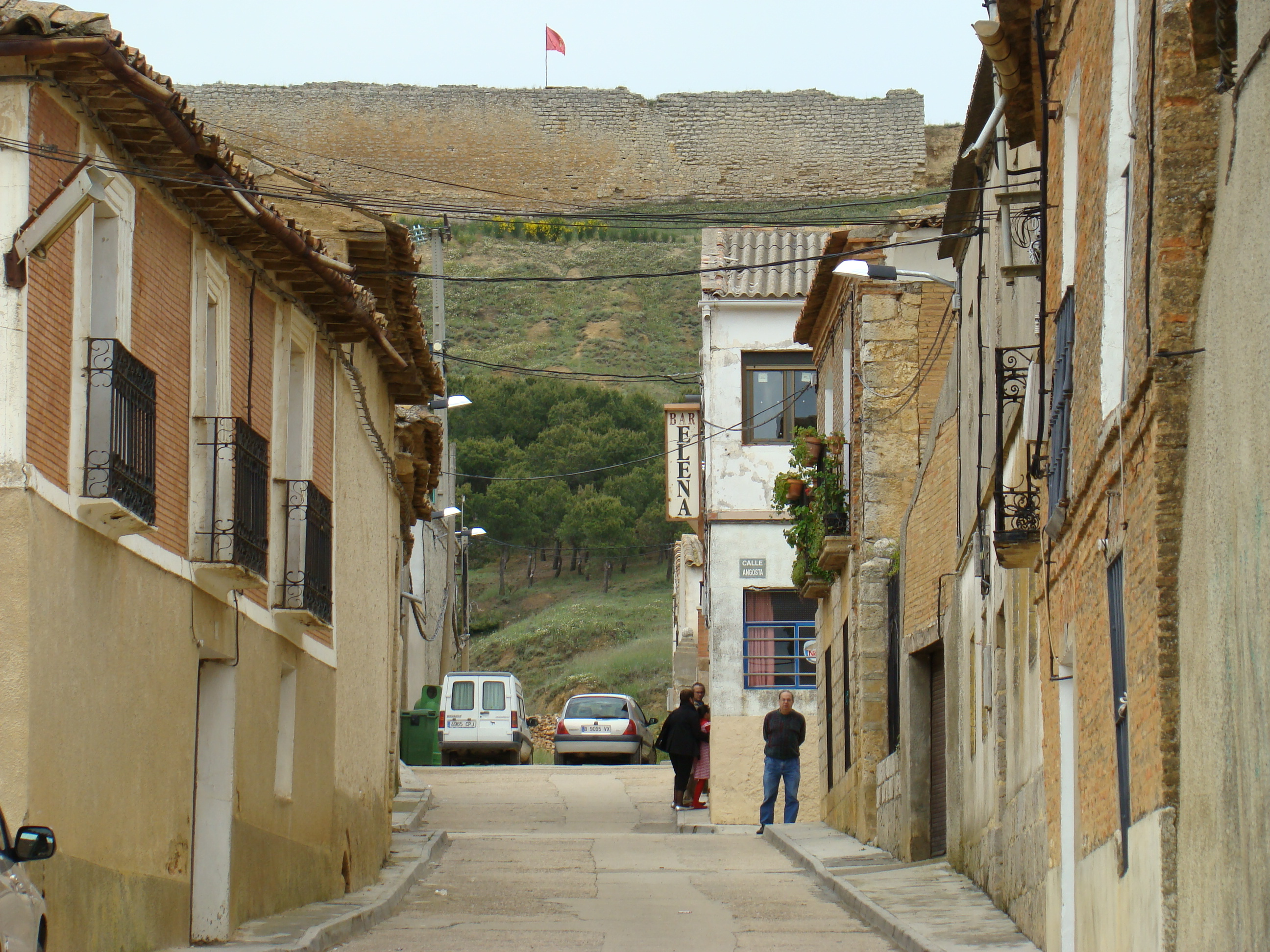
Vista del municipio vallisoletano de Tordehumos. Al fondo de la imagen se ven los restos del castillo de la localidad, que fue asediado por Fernando IV.

Los representantes de los concejos presentaron sus peticiones al rey y este último, después de haberse reunido con los miembros de la familia real, y con los representantes de la alta nobleza y del alto clero, aprobó dichas peticiones. Se conservan varias copias del ordenamiento de las Cortes de Valladolid de 1307, y el de fecha más temprana se conserva en la Colección Salazar y Castro y está fechado el 26 de junio de 1307. Por otra parte, el ordenamiento otorgado al municipio de Roa y al arzobispo de Toledo está fechado el día 28 de junio, el otorgado a Cuenca y a Madrid el día 29, y el otorgado a la ciudad de Vitoria el día 30 del mismo mes.
Diversos historiadores modernos, basándose en el análisis de la situación general en Castilla en esa época, y en los acuerdos alcanzados en estas Cortes, señalan la debilidad de la posición de Fernando IV, quien estaba influenciado tanto por sus privados como por sus parientes y por los miembros de la alta nobleza. La falta de energía demostrada por el rey provocaba que la administración de justicia fuera descuidada en los diferentes reinos que integraban la Corona de Castilla, y de ello se quejaron los representantes concejiles cuando fueron convocados a estas Cortes. Y el rey Fernando IV, por su parte, puso de manifiesto, una vez más, su buena disposición para solucionar los problemas existentes, pero los acuerdos alcanzados en las reuniones de Cortes eran frecuentemente incumplidos y no se llevaban a la práctica.
Los procuradores concedieron tres servicios a Fernando IV, aunque el 4 de julio de 1307 el rey concedió a Gonzalo Díaz Palomeque, arzobispo de Toledo, la mitad del importe de los tres servicios que deberían pagar los vasallos del arzobispado de Toledo más 10.000 maravedís de la otra mitad, que anteriormente Fernando IV había pedido prestados al arzobispo para las obras del Alcázar de Madrid.
Una vez finalizadas las reuniones de Cortes surgió un conflicto entre Fernando IV y el magnate castellano Juan Núñez II de Lara, a quien el monarca ordenó que abandonara el reino. No obstante, el señor de Lara se negó a ello y se preparó para resistir a las tropas reales en el municipio de Tordehumos, que fue asediado por Fernando IV, aunque el rey se vio obligado al final a levantar el asedio, en febrero de 1308, y a negociar con el magnate rebelde.

### Disposiciones generales

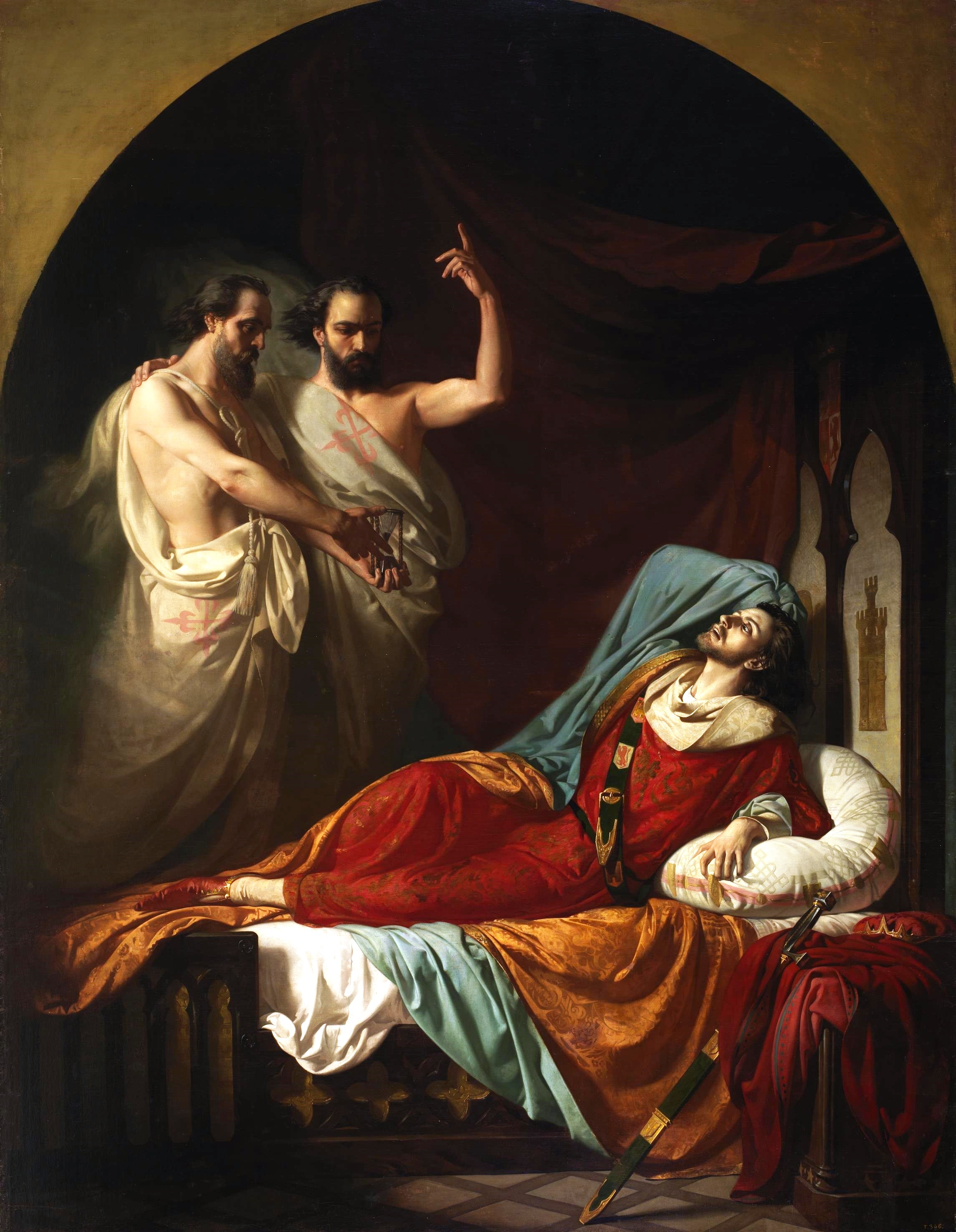
Últimos momentos de Fernando IV el Emplazado. Óleo sobre lienzo de José Casado del Alisal. 1860. (Palacio del Senado de España).

- Fernando IV confirmó los privilegios, usos, fueros y costumbres de las villas y ciudades, que les hubieran sido otorgados por sus predecesores en el trono o por él mismo.[16]
- Debido a las condiciones de vida y las dificultades que soportaban los campesinos bajo el régimen señorial, los campesinos solicitaron al monarca que se les permitiera volver al realengo, y que invalidase los acuerdos que los campesinos habían establecido con los nobles,[17] aunque estos últimos, como señalan diversos autores, harían todo lo posible por impedirlo.[18] Y Fernando IV, por su parte, concedió el perdón a todos aquellos que hubiesen abandonado las tierras de realengo si volvían a ellas.[16]
- Varios alcaldes, designados entre los caballeros y hombres buenos de las villas y ciudades del reino, acompañarían al rey en su labor de impartir justicia en la Corte y recibirían un digno salario, como había sido dispuesto por Alfonso X de Castilla, abuelo de Fernando IV, en las Cortes de Zamora de 1274.[13]
- Los procuradores se quejaron al rey de que cuando los ricoshombres y nobles hacían asonadas, se apoderaban de los alimentos y de lo que encontraban a su paso sin pagarlo, quedando por ello la tierra estragada.[19]
- Fernando IV se comprometió, a petición de los procuradores, a combatir las injusticias cometidas por los nobles, y a que los oficiales del rey se mantuvieran dentro de la disciplina militar.[20]
- El rey dispuso nuevamente que se sentaría todos los viernes para escuchar las reclamaciones y pleitos que le presentasen tanto los concejos como los particulares, aunque dicha medida ya había sido aprobada en las Cortes de Medina del Campo de 1305.[21]
- El rey también afirmó, a petición de los procuradores,[22] que comprobaría personalmente cuando pasara por un lugar de qué modo impartían justicia en su territorio los alcaldes, jueces y alguaciles,[13] ya que, como se reconoce en el ordenamiento de las Cortes, una de las razones por las que Castilla se encontraba devastada y se empobrecía cada vez más,[23] era que en el reino no se impartía justicia de modo apropiado.[24] Además, Fernando IV dispuso que los escribanos públicos deberían consignar en sus registros los hechos acaecidos en sus lugares de residencia, a fin de que el rey conociera las actuaciones de los oficiales reales y el estado del territorio.[22]
- Además, el rey dispuso que los adelantados y merinos deberían rendirle cuentas cada año, y que irían acompañados por hombres buenos y por alcaldes del rey.[25]
- Los procuradores solicitaron al rey que la administración de justicia se basara en los fueros de cada lugar, y que el monarca recompensara a los que así lo hicieran y castigara a los infractores.[25]
- El rey se comprometió a que en lo sucesivo la cancillería no emitiese cartas que atentasen contra los fueros y privilegios de las villas y ciudades del reino, que eran conocidas como cartas desaforadas.[26]
- Fernando IV dispuso, a petición de los procuradores,[27] que en lo sucesivo los oficiales reales deberían pagar el conducho tomaran en todos los lugares y los que ya habían tomado,[26] aunque previamente los procuradores deberían comunicar al rey la identidad de los oficiales y el lugar en que lo habían tomado.[28]Privilegio rodado concedido por Fernando IV en 1310 al monasterio de San Clemente de Sevilla.

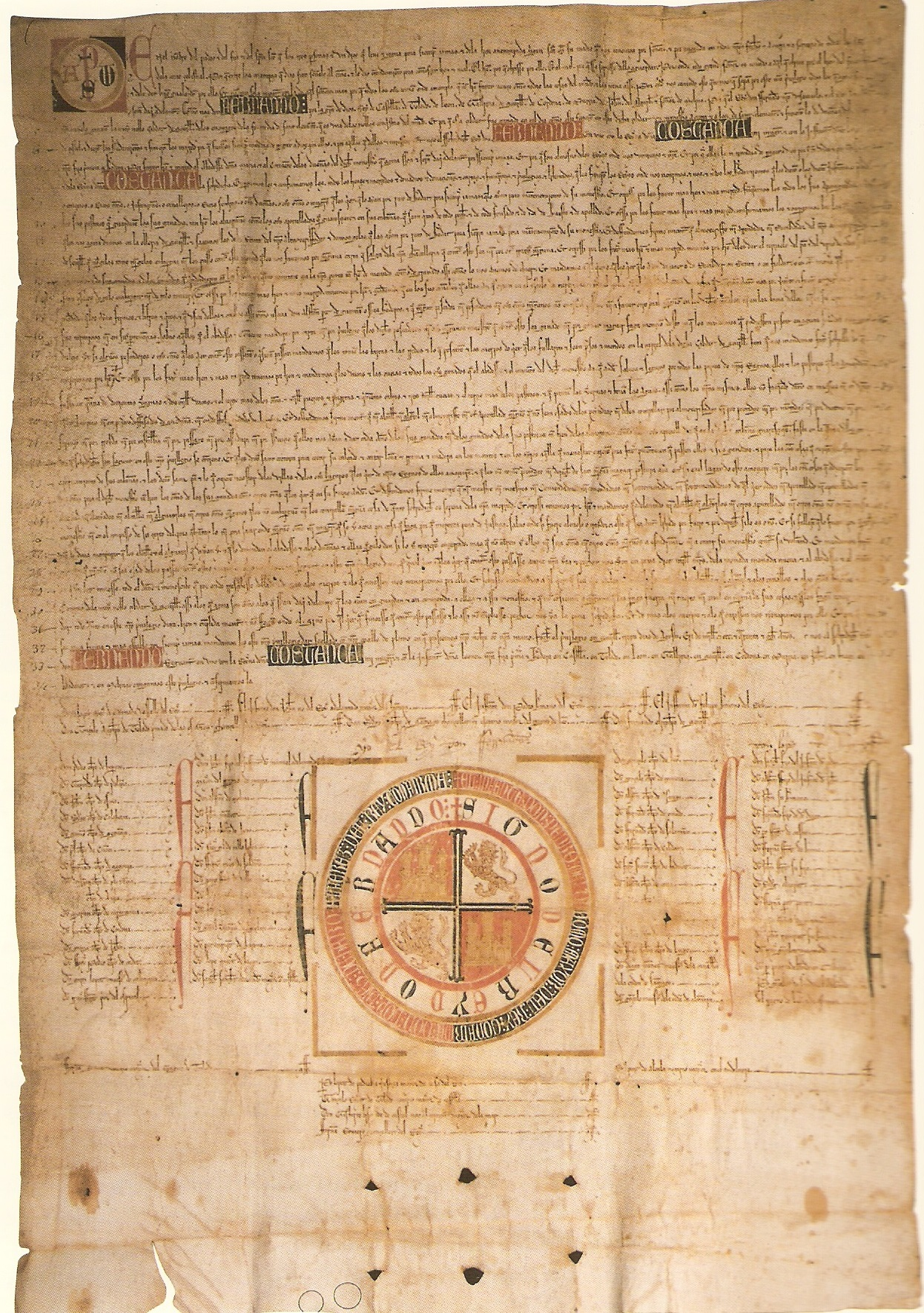
Privilegio rodado concedido por Fernando IV en 1310 al monasterio de San Clemente de Sevilla.

- El rey se comprometió a llevar en sus desplazamientos un séquito más reducido,[29] y a erradicar los abusos que cometían las personas que le acompañaban durante sus viajes, ya que frecuentemente saqueaban y devastaban los campos a su paso.[19]
- Fernando IV dispuso, a petición de los procuradores, que devolvería a los concejos las aldeas y términos de los que se hubiera apoderado.[30]
- El rey de Castilla se comprometió a devolver a los concejos los pechos y derechos que tenían en algunas aldeas, y que el monarca había concedido a infantes, ricoshombres, infanzones, caballeros y a las órdenes militares.[30]
- Fernando IV se comprometió a destituir a los alcaldes, jueces y alguaciles que hubieran sido nombrados sin que los concejos lo hubieran solicitado,[31] y se comprometió además a atenerse en lo sucesivo a las solicitudes de los diferentes municipios en ese aspecto,[32] y a que los individuos designados fueran naturales del lugar donde ejercerían sus cargos,[31] a fin de prevenir los abusos y desmanes cometidos por los mismos.[30]
- Los concejos serían los encargados, si disponían del privilegio en sus fueros, de designar a sus propios notarios y escribanos entre los hombres buenos, ricos y honrados del lugar.[30]
- Las posesiones que los nobles tuvieran en las diferentes ciudades y aldeas quedarían sujetas a la jurisdicción del lugar en el que se encontrasen.[16]
- Los representantes de los concejos de Extremadura solicitaron tener un notario y porteros propios en la Casa del rey, aunque su petición fue denegada y se dispuso que serían los mismos que para el reino de Castilla.[33]
- A veces los vasallos de los ricoshombres y nobles eran asesinados en una villa y dichos nobles reclamaban a los municipios el pago de la multa por homicidio, pero Fernando IV dispuso que el pago de dicha multa solamente podría ser exigido al responsable del crimen.[33]
- También se quejaron los procuradores al rey de los peones lanceros y paniaguados que extorsionaban, y en ocasiones asesinaban, a los labradores si no accedían a sus demandas,[33] y el rey ordenó a los adelantados y merinos que los persiguieran.[33]
- Los procuradores solicitaron al rey que los alcaides de los castillos y alcázares del rey fueran hombres buenos naturales del lugar, aunque el rey dispuso que se le mostraran los daños ocasionados por dichos alcaides hasta ese momento y que él mismo los enmendaría para que en el futuro no recibieran ningún daño por parte de los mismos.[34]
- Además, los procuradores solicitaron al rey que, en las villas o aldeas donde no estuviera establecido por fuero, no pusiera guardias a ningún noble, a no ser que ellos mismos lo solicitaran.[35]
- El rey se comprometió a hacer todo lo posible para garantizar la seguridad de las personas en todo su territorio, y para que los mercaderes no fueran extorsionados durante sus viajes por los nobles u otros individuos, que les cobraban ciertos derechos por guiarles durante sus trayectos.[33]
- El rey manifestó su intención de respetar y cumplir todo lo aprobado en estas Cortes, y por ello dispuso que una copia del ordenamiento de las mismas estuviera siempre en su cámara, y que los notarios reales tuvieran otra copia para que ninguna carta o documento atentase contra lo dispuesto en el mismo.[36]
- Además, el rey ordenó que los individuos que incumpliesen lo acordado en estas Cortes deberían pagar 1.000 maravedís de multa, y al concejo agraviado el daño doblado.[37]

### Disposiciones tributarias

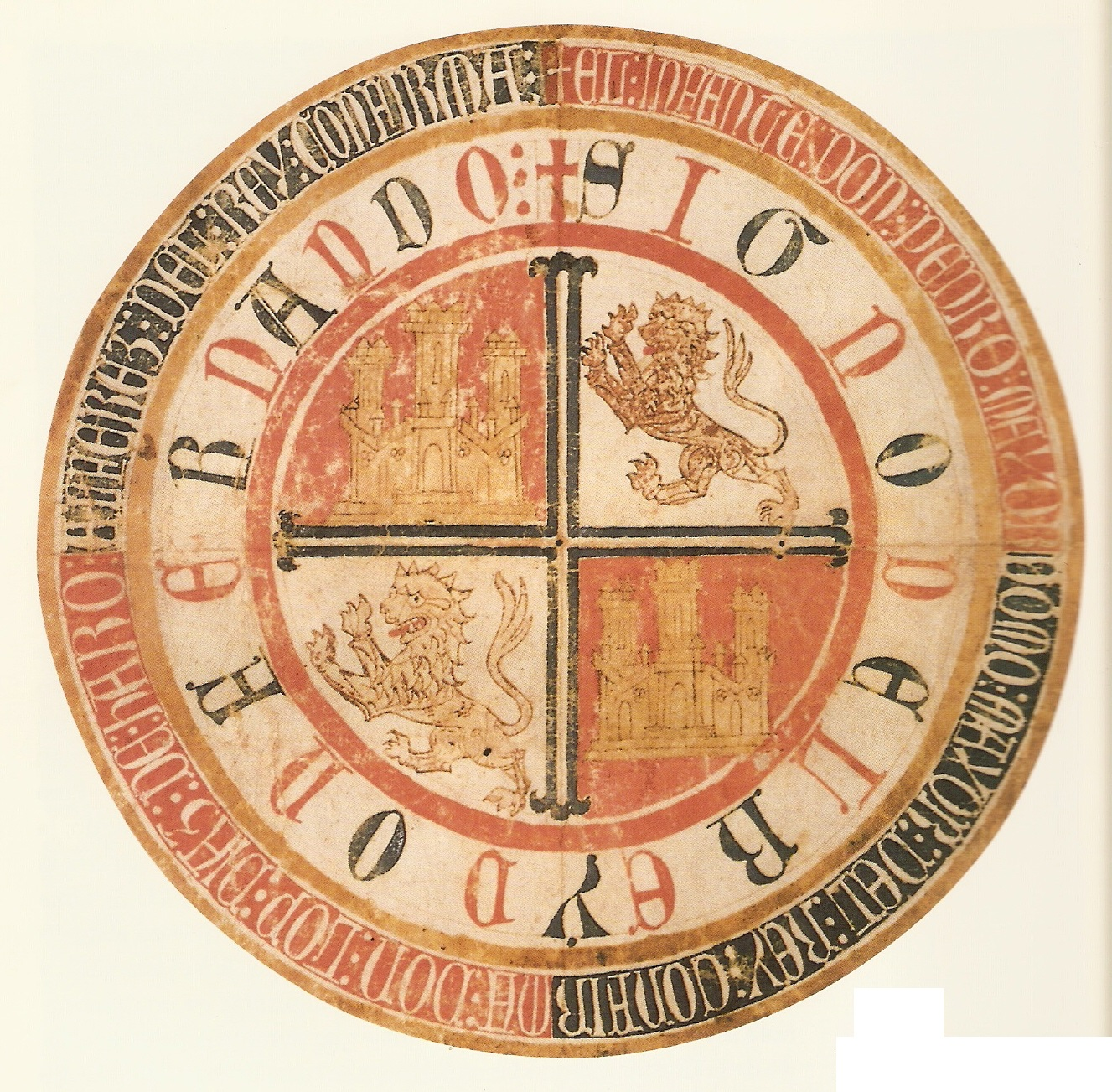
Rueda de un privilegio rodado emitido durante el reinado de Fernando IV de Castilla.

- El rey reconoció en el ordenamiento de las Cortes que la ley de la moneda acuñada durante su reinado era inferior a la ley de la moneda acuñada por su padre, Sancho IV.[38]
- Fernando IV dispuso que en lo sucesivo no recaudaría tributos extraordinarios sin la aprobación de las Cortes.[39] Y con ello, el monarca satisfacía las demandas de los representantes de los concejos, que habían solicitado al rey que, debido al empobrecimiento general del reino,[40] hiciera una evaluación de todas las rentas foreras y derechos reales, a fin de que con dichas cantidades actualizadas se hiciese la distribución de lo que correspondía al rey y lo que tendría que ser repartido entre los infantes, ricoshombres y caballeros,[26] y se evitaran nuevas imposiciones al margen de las establecidas en los fueros,[41] y para que los tributos se distribuyeran de modo más equitativo entre los diferentes reinos.[42] Pero, a pesar de ello, el rey señaló que en caso necesario impondría tributos extraordinarios.[42]
- Además, debido a la pobreza general del reino y a la ausencia de guerras, el rey se comprometió a no exigir tributos en forma de servicios o pechos desaforados a sus súbditos, aunque manifestó que los impondría en caso necesario.[43]
- Los representantes de los concejos solicitaron al rey que las clases altas pagaran impuestos, y el rey aprobó su petición.[20]
- Al igual que en anteriores reuniones de Cortes, se dispuso que los tributos serían recaudados por caballeros y hombres buenos de las villas y ciudades,[44] y que en ningún caso deberían ser recaudados o arrendados por los judíos.[45]
- Los procuradores solicitaron al rey que las deudas de las villas fueran pagadas según dispusieran sus propios fueros y privilegios, y el monarca dispuso que su cumpliera lo dispuesto al respecto por los reyes Alfonso X y Sancho IV.[35]
- Además, los procuradores solicitaron que los pleitos por los pastos fueran resueltos por los alcaldes y jueces del lugar correspondiente, aunque el rey dispuso que se cumpliera lo dispuesto por su padre, Sancho IV.[35]
- Fernando IV dispuso que los individuos que hubiesen pagado la fonsadera desde la época de Alfonso X y Sancho IV continuarían pagándola, y que quienes estuvieran exentos deberían acreditarlo para que les fuera respetado dicho privilegio.[33]
- Se intentó poner freno a los abusos que cometían los ricoshombres, infantes, adelantados y merinos, ya que frecuentemente tomaban más yantares y conduchos de los que les correspondían, tanto en las tierras de realengo como de abadengo.[46] Por ello, se dispuso que solamente se podrían demandar yantares en un lugar cuando los miembros de la familia real estuvieran presentes en él, aunque en tiempo de guerra podrían demandarlos sin que su presencia fuera necesaria.[28] Y esta respuesta por parte de Fernando IV sería usada posteriormente por los representantes concejiles para intentar evitar posteriores intentos, por parte del monarca, de elevar las cantidades establecidas en estas Cortes.[28]
- Los procuradores solicitaron al rey que pagase el conducho cuando tomase algo de algún lugar durante sus desplazamientos,[28] y protestaron también por los gastos ocasionados a los municipios por el hospedaje y los yantares demandados por el rey, y consiguieron que Fernando IV dispusiera que dichos gastos se reducirían a los tradicionalmente contenidos en los fueros.[28] No obstante, el rey aumentó las cantidades señaladas en los fueros, aunque con carácter provisional y solamente durante diez años,[26] aduciendo la precariedad de la hacienda castellana y la devaluación de la moneda que se había realizado.[28]
- Respecto a la exportación a otros países de cosas vedadas, entre las que se contaban los metales preciosos y los caballos, el rey dispuso que castigaría con severidad a los que exportasen dichas mercancías, al igual que había sido establecido en anteriores reuniones de Cortes.[47]
- El rey se comprometió a respetar en el futuro la exención del pago de moneda forera que tenían las villas y lugares situados al norte del río Ebro.[33]

### Disposiciones relativas al clero

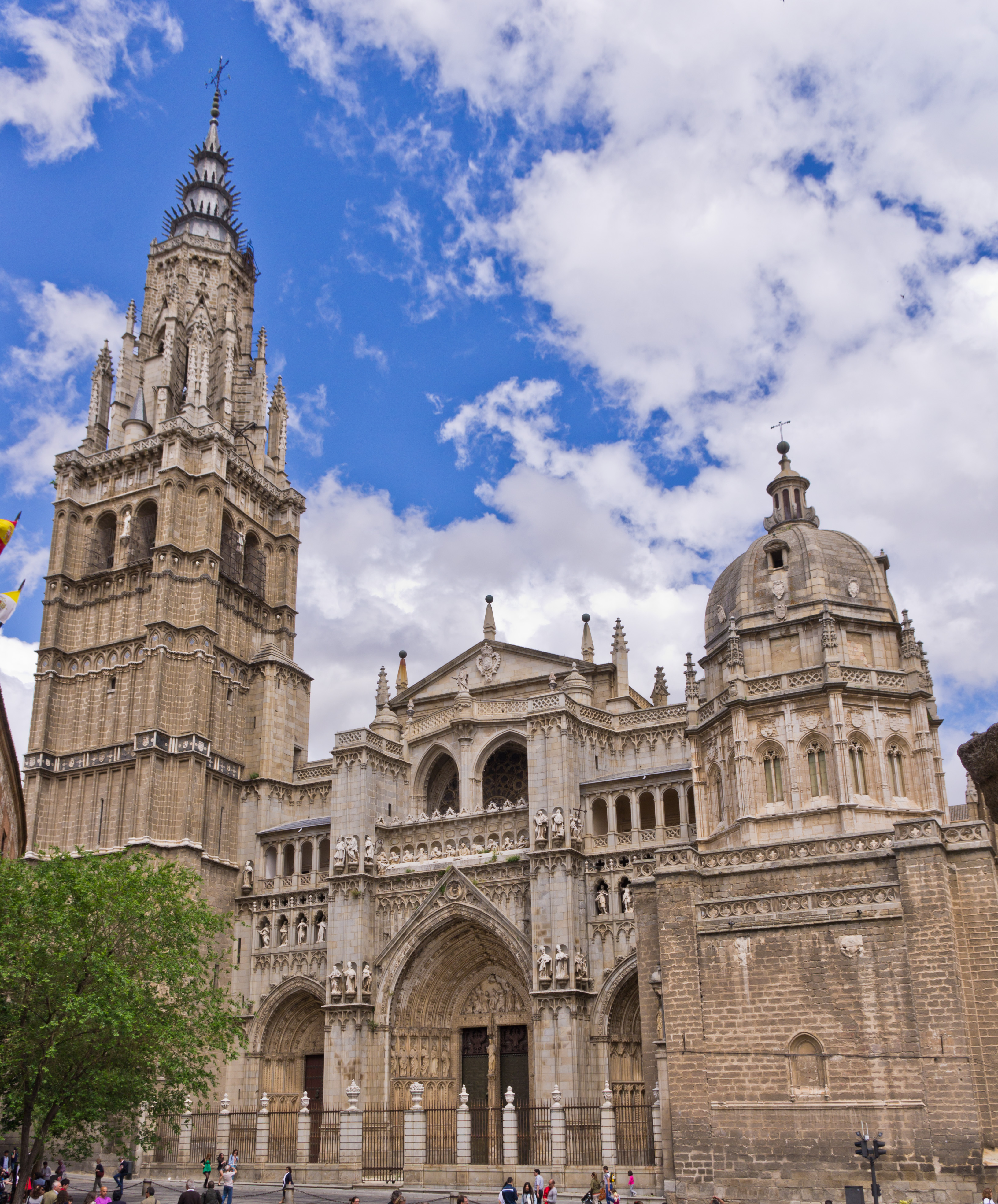
Fachada principal de la catedral de Toledo.

- Los procuradores solicitaron al monarca que las tierras de realengo no pasaran a la jurisdicción de abadengo,[48] aunque Fernando IV eludió pronunciarse al respecto,[49] argumentando los privilegios otorgados a los eclesiásticos por los anteriores monarcas castellanos.[50] Y por ello, el rey concedió un plazo a los eclesiásticos durante estas Cortes para que hasta la próxima festividad de San Martín pudieran presentarle sus alegaciones al respecto,[51] y él emitiera su veredicto.[52] Y diversos historiadores señalan que la indecisión mostrada por Fernando IV en este asunto carecía de sentido, teniendo en cuenta que gobernaba el reino desde hacía varios años, aunque también señalan que, cuando el rey se vio obligado a elegir entre las peticiones de los procuradores y el poderío del estamento eclesiástico, optó por no dar una respuesta definitiva sobre el asunto, que volvería a ser debatido en las Cortes de Valladolid de 1312.[53] En dichas Cortes, que fueron las últimas del reinado de Fernando IV, volvió a ponerse de manifiesto la penosa situación en que se encontraban las tierras de realengo.[53]
- El rey ordenó a sus justicias que ayudaran a Fernando Sarracín, obispo de Segovia a conservar su jurisdicción y las franquezas de que disfrutaba.[4]
- El arzobispo de Toledo solicitó al monarca que no impusiera tributos o pechos desaforados a los vasallos del arzobispado de Toledo, y el rey accedió a su petición y confirmó que no impondría tales tributos sin que previamente el arzobispo hubiera sido convocado a Cortes y hubiera dado su consentimiento.[54] Y ello demuestra, según afirman diversos historiadores,[54] que los prelados no dudaban en defender, cuando era necesario, los derechos que les correspondían en sus señoríos, y demuestra también que los oficiales del rey habían extorsionado a los vasallos del arzobispado de Toledo y que, para intentar facilitar la convivencia entre las distintas jurisdicciones era necesario delimitar la potestad del rey, la de los concejos y la del arzobispo.[54]
- En una carta del rey emitida durante estas Cortes, el monarca ordenó que no se tomasen acémilas de los vasallos del arzobispado de Toledo ni de los de su cabildo, a no ser que el rey y su hueste fueran a la guerra contra los musulmanes.[4]
- Fernando IV confirmó a Pedro González de Luján, obispo de Ávila, todos sus privilegios y franquezas,[4] y se comprometió a no imponer a los vasallos de su diócesis ningún tributo sin que dicho obispo hubiera sido convocado a una reunión de Cortes y hubiera dado su consentimiento.[55]

### Disposiciones relativas a los judíos
- Los representantes de los concejos se quejaron al rey de la usura practicada por los prestamistas judíos, y solicitaron al monarca que pusiera remedio al problema.[56]
- Se mantuvieron las disposiciones de los reyes Alfonso X y Sancho IV sobre las deudas entre judíos y cristianos y también sobre la usura.
- Los alcaldes designados por los fueros correspondientes de cada lugar,[57] y no otros especiales,[16] serían los encargados de resolver los pleitos entre cristianos y judíos.[58]